# PTWA-Spritzen
PTWA-Spritzen, englisch Plasma transferred wire arc (PTWA) thermal spraying, ist ein Verfahren des Thermisches Spritzens, das eine Beschichtung auf der inneren Fläche eines Zylinders oder einer äußeren Oberfläche jeglicher Geometrie erzeugt. Es ist besonders bekannt dafür, durch das Beschichten der Zylinderbohrungen von Verbrennungsmotoren eine Konstruktion eines Aluminium-Motorblocks ohne Gusseisen-Zylinderbuchsen zu ermöglichen.
Die Erfinder des PTWA empfingen 2009 den IPO National Inventor of the Year award (Intellectual Property Owners Association, IPO). Die Technik wurde anfangs von Flame-Spray Industries entwickelt und patentiert und danach von Flame-Spray und Ford verbessert.

## Prozess
Ein einzelner leitender Draht wird als Rohmaterial für das System verwendet. Ein Überschall-Plasmastrahl— geformt durch einen Lichtbogen zwischen der nicht verbrauchbaren Kathode und dem Draht— schmilzt und zerstäubt den Draht. Ein Luftstrom transportiert das zerstäubte Metall auf das Substrat. Die Partikel egalisieren beim Auftreffen die Substratoberfläche durch ihre hohe Kinetische Energie. Die Partikel verfestigen sich beim Auftreffen schnell und können sowohl krystalline und amorphe Phasen annehmen. Es besteht auch die Möglichkeit, mehrschichtige Beschichtungen durch übereinanderliegende Partikelschichten herzustellen, was die Verschleißfestigkeit erhöht. Alle leitfähigen Drähte bis einschließlich 1,59 mm (0,0625 Zoll) können als Ausgangsmaterial verwendet werden, einschließlich "Aderdrähte". Refraktärmetalle, hochschmelzende Metalle sowie niedrig schmelzende Materialien lassen sich leicht aufbringen.

## Anwendungen
PTWA kann verwendet werden, um eine Beschichtung auf Verschleißflächen von Motor- oder Getriebe-Komponenten aufzubringen, die als Gleitlager dient. Für die Zylinderbohrungen von Blöcken aus einer untereutektischen Aluminium-Silizium-Legierung sind Hauptvorzüge von PTWA gegenüber gusseisernen Auskleidungen geringeres Gewicht und geringere Kosten. Die dünnere Bohrungsoberfläche erlaubt auch kompaktere Bohrungsabstände und kann potenziell eine bessere Wärmeübertragung ermöglichen.   
Fahrzeugmotoren, die PTWA nutzen, sind der Nissan GT-R-V6-Motor VR38DETT und Fords modularer 5.0 L-V8-Motor Coyote. Caterpillar und Ford verwenden ebenfalls PTWA für Refabrikations-Motoren.